# ألوكسيلون
ألوكسيلون أو شجر الغريب (الاسم العلمي: Alloxylon) هو جنس يضم أربعة أنواع من عائلة البروطية و تتكون بشكل أساسي من أشجار صغيرة إلى متوسطة الحجم. موطنه الأصلي الساحل الشرقي لأستراليا، مع وجود نوع واحد (ألوكسيلون براشيكاربم) في غينيا الجديدة وجزر آرو . يعد الجنس جديدا شيئا ما، حيث تم فصله عن جنس أوريوكاليس في عام 1991.
يشتق الاسم من الكلمة اليونانية القديمة allo- والتي تعني "آخر" أو "غريب" و xylon أي "خشب" بسبب بنية خلاياها غير العادية مقارنة بالأجناس ذات الصلة: تيلوبيا وأوريوكاليس. في أستراليا، تُعرف باسم شجرة واراتاه بسبب التشابه في النورات بينها وبين شجرة تيلوبيا ذات الصلة الوثيقة.

## التصنيف
يشكل نبات الألوكسيلون، إلى جانب نباتات واراتا و أوريوكاليس و إمبوتريوم ، مجموعة صغيرة من النباتات الطرفية ذات الأزهار الحمراء الزاهية المنتشرة حول الحواف الجنوبية لحافة المحيط الهادئ . تُعرف هذه المجموعة باسم القبيلة الفرعية: غريفيلياوات، وهي مجموعة قديمة تعود في الأصل إلى منتصف العصر الطباشيري، عندما كانت أستراليا والقارة القطبية الجنوبية وأمريكا الجنوبية مرتبطات

## الزراعة
يتم زراعة هذا الجنس من أجل أزهاره الرائعة. لكن حجمه الكبير والوقت الطويل الذي تستغرقه لتزهر من البذور في بعض الحالات، قد حد من توافرها واستعمالها كنباتات حدائقية. ومع ذلك، أثبت ألوكسيلون فلاموم (Alloxylon flammeum) قدرتها على التكيف، في حين أن الأنواع الأخرى أكثر تطلبا. تنمو جميعها بشكل أفضل في تربة جيدة التصريف غنية بالمواد العضوية ولكنها منخفضة الفوسفور مع بعض الحماية عندما تكون صغيرة.

## الأنواع
- ألوكسيلون براكيكاربوم
- ألوكسيلون فلاموم
- ألوكسيلون بيناتوم (مايدن وبيتش)
- ألوكسيلون ويكهامي (دبليو هيل و إف مويل)

## الخصائص
يتميز نبات ألوكسيلون بأزهاره الزاهية لكنه استخدامه في الحدائق محدود بسبب حجمه الكبير، ومن بين الخصائص الأخرى نذكر:
| الخاصية         | الوصف                                                         |
| --------------- | ------------------------------------------------------------- |
| الفصيلة         | البروطية                                                      |
| الموطن الأصلي   | أستراليا، خاصة المناطق الساحلية والغابات المطيرة.             |
| الأوراق         | طويلة، بسيطة أو مفصصة، دائمة الخضرة.                          |
| الأزهار         | حمراء زاهية، أنبوبية الشكل، تتجمع في عناقيد كثيفة.            |
| الثمار          | كبسولية الشكل، تحتوي على بذور مجنحة.                          |
| البيئة المناسبة | المناطق الاستوائية وشبه الاستوائية، تفضل التربة جيدة التصريف. |
| الاستخدامات     | نبات زينة للحدائق، لجمال أزهاره الزاهية وجذب الطيور.          |
| الاسم الشائع    | شجرة اللهب (Waratah Tree)                                     |

## روابط خارجية
- صورة لألوكسيون بيناتوم في أوج إزهارها